# Kunstspielklavier
Ein Kunstspielklavier ist ein automatisches Klavier. Es gibt im Unterschied zum elektrischen Klavier dem Benutzer die Möglichkeit, die Wiedergabe der Musik zu beeinflussen. Kunstspielklaviere werden pneumatisch betrieben. Die Musik wird durch gelochte Papierbänder, die „Klavierrolle“ oder „Notenrolle“ (englisch piano roll) als Trägermedium übertragen. Diese Notenbänder sind auswechselbar und waren im Musikalienhandel zu kaufen. Im allgemeinen Sprachgebrauch werden alle Arten von mechanischen Klavieren häufig Player Piano oder Pianola genannt, ohne die Art des Instrumentes genauer zu bezeichnen. Im deutschen Sprachgebrauch wird auch der Markenname Phonola benutzt.
Das Kunstspielklavier ist meist auch als normales Klavier von Hand spielbar. Manche Kunstspielklaviere wurden allerdings wie Orchestrien ohne Tastatur gebaut. Als Vorläufer des Kunstspielklaviers gab es Vorsetzer, welche die Tasten eines vorhandenen Klaviers pneumatisch spielen konnten.
Ein Kunstspielklavier hat unten mittig am Instrument zwei Tretbälge, ähnlich denen beim Harmonium, mit denen durch ständiges Treten beim Spiel des Instruments die für den Transport der Notenrolle und die pneumatische Auslösung der Klaviermechanik nötige Saugluft (Unterdruck) erzeugt wird. An der Vorderseite sind Regler in Form von Knöpfen, Schiebern oder Druckschaltern angebracht. Mit diesen kann der Benutzer, in der Fachsprache Pianolist genannt, die Wiedergabe beeinflussen. Durch diese Regler sind im Normalfall die Geschwindigkeit der Notenrolle, die Pedale (zum Leisespielen durch Wegverkürzung der Hämmer, und das Haltepedal zur Aufhebung der Dämpfung) und die Laut- und Leisefunktionen für Bass und Diskant regelbar. Damit war erstmals eine Wiedergabe möglich, die annähernd dem Spiel eines Pianisten glich.
Die Regelung der Betonung beim Kunstspielklavier durch Handhebel, die sogenannte „Handbetonung“, wurde von der Werbung als künstlerisch hochwertiges Spiel angepriesen, das somit jedem Besitzer eines solchen Instrumentes möglich sei. Tatsächlich erfordert die künstlerische Interpretation einer Pianola-Rolle erhebliche Fähigkeiten und musikalische Kenntnisse. Dies blieb daher die Domäne der musikalisch ausgebildeten Pianolisten.
Vor der Entwicklung des Reproduktionsklavieres galt das Kunstspielpiano als ernsthafte Form der künstlerischen Wiedergabe von Musik. Es gab bis in die 1920er Jahre sogar Berufs-Pianolisten.

## Geschichte
Ab 1895 stellte die amerikanische Aeolian Company in New York City unter dem Markennamen Pianola (siehe dort) pneumatische Klaviere mit Notenband her, die jedoch über keine Betonungsregelung verfügten, sondern nur das Notenband abspielen konnten. Dies hatte eine gleichförmige, etwas leiernde Wiedergabe zur Folge, diese Instrumente konnten höheren musikalischen Ansprüchen nicht gerecht werden.
Das erste echte Kunstspielklavier mit Regelungen der Betonung wurde um 1900 ebenfalls von der Aeolian Company auf den Markt gebracht, es spielte 65 Töne. Der Name Pianola wurde und wird häufig als Synonym für die gesamten selbstspielenden Klavier benutzt, vor allem in den englischsprachigen Ländern. 1902 brachte die Ludwig Hupfeld AG in Leipzig das Kunstspielklavier Phonola auf den Markt, das zuerst 73, später 88 Töne spielen konnte.
1905 kamen von der Aeolian Company die ersten Künstlerrollen. Diese waren nicht mehr nur einfach von den Noten abgelesene und in die Notenrolle gestanzte Toninformationen, diese von leibhaftigen Pianisten eingespielten Rollen gaben schon die Agogik, also die Tempoänderungen der Pianisten beim Klavierspiel wieder.
Im Gegensatz zum Kunstspielklavier werden beim klassischen elektrischen Klavier die Bälge durch einen Elektromotor betätigt. Das elektrische Klavier hatte anfänglich ebenfalls keinerlei Regelungsmöglichkeiten, da einfach die fabrikmäßig nach den Noten gestanzten Löcher in der Klavierrolle automatisch ohne jegliche Lautstärkennuancierung abgespielt wurden. Daher fand es seinen Platz in Lokalen und Unterhaltungsstätten mit einfachen musikalischen Ansprüchen. Ab 1904 jedoch kamen zunehmend solche Klaviere mit künstlich erzeugter Betonung auf den Markt, wie etwa das Hupfeld „Phonoliszt“. Dadurch wirkte das Spiel des elektrischen Klaviers nicht mehr steif und ausdruckslos wie zuvor. Ist das elektrische Klavier gekoppelt mit weiteren Instrumenten wie Schlagzeug und Orgelpfeifen, so spricht man von einem (Klavier-)Orchestrion.
1905 brachte die Freiburger Firma M. Welte & Söhne ihr Welte-Mignon genanntes Reproduktionsklavier auf den Markt. Dieses konnte erstmals die von Pianisten eingespielten Aufnahmen weitestgehend authentisch wiedergeben.
Da Reproduktionsklaviere nach dem höchsten Standard des Klavierbaus und der Pneumatik gebaut und deshalb sehr teuer waren, erfreuten sich auch die einfacheren Kunstspielklaviere wie auch die Elektrischen Klaviere noch bis in die 1930er Jahre großer Beliebtheit.
In gutbürgerlichen amerikanischen Haushalten gehörte es in den 1910er und 1920er Jahren, also vor der Radiozeit, zum „guten Ton“, über ein automatisches Klavier zu verfügen. Es gab einen großen Markt für diese Instrumente. Auch heute noch sind daher die Instrumente aus jener Zeit in gewisser Menge verfügbar, oft allerdings ist ihr technischer Zustand bedauernswert und bedarf einer fachkundigen Überholung.
Es gibt in Deutschland einen regen Verein, der sich für den Erhalt dieser Instrumente und ihren Gebrauch einsetzt, die Gesellschaft für selbstspielende Musikinstrumente e. V.